# Øvre Richter Frich

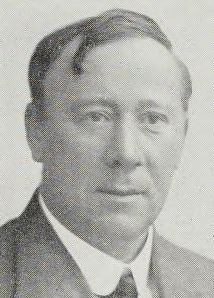

Øvre Richter Frich, född 24 mars 1872 i Byneset, Trondheim, Norge, död 13 maj 1945 i Östertälje, Sverige, var en norsk journalist och författare av framför allt äventyrsromaner.
Efter studentexamen bedrev Frich studier inom såväl juridik som medicin, men tog inte någon examen. Under studietiden var han dock en framgångsrik idrottsman inom boxning, brottning och rodd.
1893 började han som redaktionssekreterare vid Trondhjems Adresseavis. Frich var därefter medarbetare vid Ørebladet och Aftenposten i Kristiania åren 1895–1910, redaktör vid Verdens Gang 1910–1911 och vid Bergens Aftenblad 1913–1914. Han debuterade som författare med romanen De knyttede næver 1911. Han skrev 21 romaner om den norske läkaren och "ariske" hjälten Jonas Fjeld, många med fantastiska intriger. Dessa böcker var mycket lästa under mellankrigstiden, då Frich var Norges mest lästa äventyrsförfattare och även översattes till många andra språk. Senare har böckerna betecknats som politiskt kontroversiella, bland annat genom att antisemitiska stereotyper förekommer, vilket dock var vanligt förekommande i liknande litteratur vid denna tid.
Frich flyttade till Sverige 1928 och verkade där till sin död.
Boken Högfjällets herre publicerades i bokserien De sexton böckerna 1933.
Frich skrev också faktaböcker om alkoholdrycker och tobak.

## Jonas Fjeld-böckerna
Jonas Fjeld har med sentida referenser beskrivits som en blandning av Indiana Jones, James Bond och Arnold Schwarzenegger med sitt nordiska utseende, isblå ögon och stor muskelstyrka. Till yrket är Fjeld kirurg, men hans kall är att skydda samhället mot mindervärdiga och destruktiva element. Böckerna räknas som välskrivna inom sin genre.
När böckerna först gavs ut hördes ingen kritik mot att böckernas hjälte var blond och högrest, medan skurkarna ofta var svartmuskiga och hade judiska drag, men detta har präglat senare tiders starkt kritiska hållning till Frich, hans hjälte och böckerna. Framför allt under 1960- och 1970-talen framhölls Jonas Fjeld-böckerna som avskräckande exempel, och litteraturforskaren Willy Dahl stämplade Frich som en utpräglad fascist. Flera senare bedömare har sett innehållet i böckerna mera som uttryck för tidsandan och för hur äventyrsromaner såg ut vid denna tid än som en spegling av Frichs egna politiska uppfattningar eftersom han privat var uttalat apolitisk.

## Bibliografi i urval

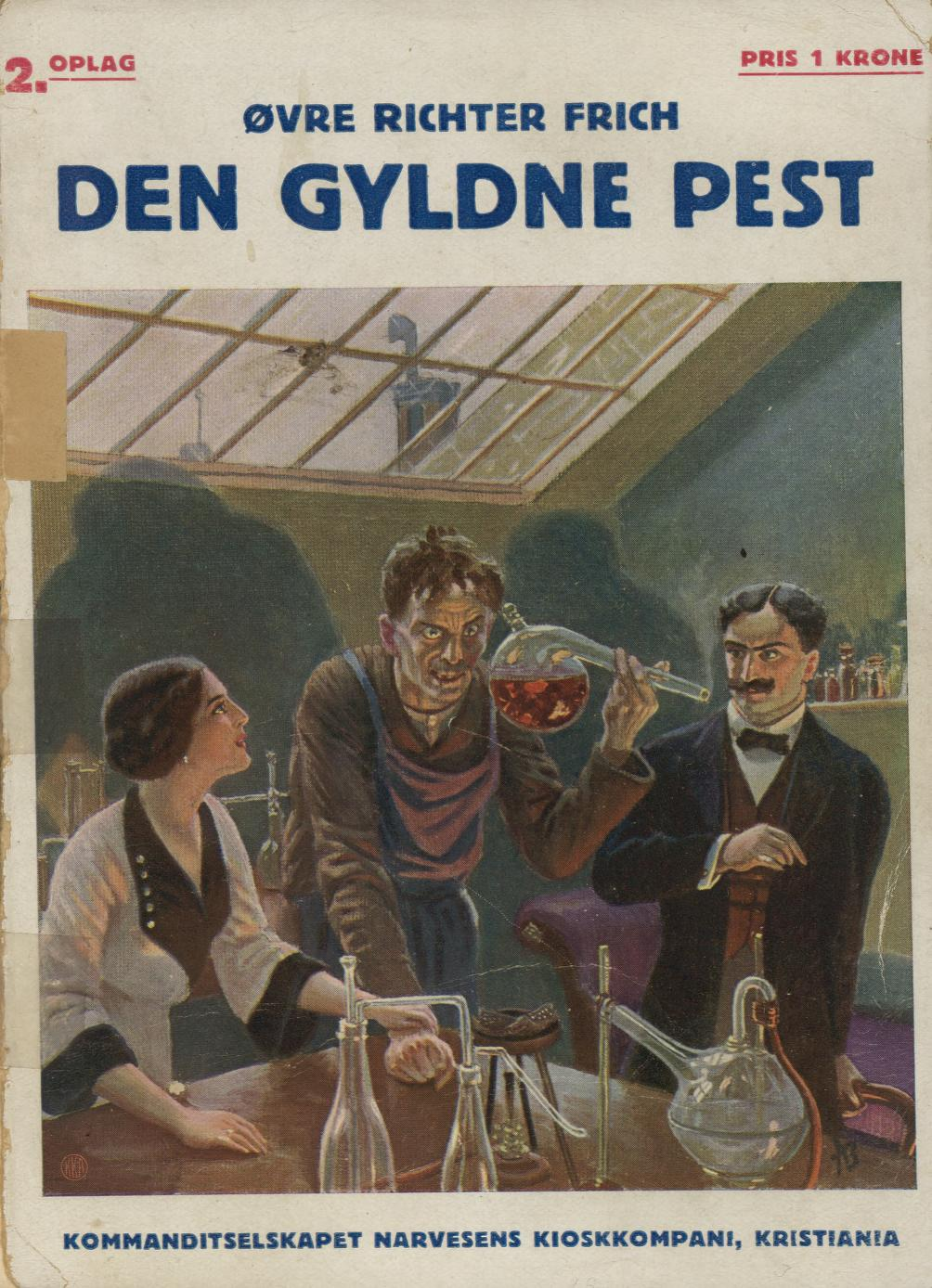
Den gyldne pest, en av Frichs böcker om Jonas Fjeld, ursprungligen utgiven 1913 (denna 2:a utgåva 1914).